# アイ・アム・マジカミ
『アイ・アム・マジカミ』（I AM MAGICAMI、略称：MGCM）はStudio MGCMが開発と運営を担当しEXNOA（DMM GAMES）より配信されたブラウザゲームおよびスマートフォン向けゲームアプリ。DMM GAMES版は2019年6月26日より、スマートフォン（iOS / Android）版は2020年6月11日よりサービスを開始。基本プレイ無料（アイテム課金制）。サービスイン当初のタイトルは『マジカミ』(MAGICAMI)で、2021年6月に現タイトルへリニューアルされた。
日本語版の他に、英語版(アメリカ・カナダ・メキシコ)・繁体字版(台湾・香港・マカオ)が配信されている。
DMM GAMES（FANZA GAMES）版は全年齢版とアダルト版の『アイ・アム・マジカミDX』が存在する

## 概要
グリフォンが設立したStudio MGCMによって魔法少女を題材としたと新規IPタイトルして製作された。ヒロインとなる魔法少女の数が12人で固定されているのが特徴であり、魔法少女が着替えるドレスを集めて組み合わせることが攻略の手順となる。
パラレルワールドと多元宇宙をテーマのひとつとしており、メインストーリーとは異なった世界によるシナリオが存在するのも特徴。例えば、こちらは複数のドレスストーリーで出現する主人公（閲覧注意：ネタバレ含む）。
アダルト版においては恋愛アドベンチャーを髣髴とされる内容がある一方で、凌辱や乱交、寝取られ等過激な表現も多く存在している。
2021年6月23日にメジャーアップデートを実施し『アイ・アム・マジカミ』へリニューアルした。同月12日に渋谷ヒカリエホールにてリアルイベント「本気(マジ)マジフェス」が行われる予定であったが、新型コロナウイルスの流行により延期された。
また、2022年6月11日に順延されていたリアルイベント「本気(マジ)マジフェス」を人数を制限して、浅草橋ヒューリックホールにて開催された。
2023年10月31日午前12時をもってサービスを終了した。

## ストーリー
謎の白い部屋で目覚めた記憶喪失の少年・量とびおはカミサマンと名乗る謎の少女と遭遇する。「世界の崩壊を防ぐため、魔法少女を集めて悪魔と戦いなさい」とカミサマンに命じられたとびおが事態を理解できないまま部屋のパソコンを覗きこむと、そこには渋谷の街でカラオケを楽しむ二人の少女の姿があった。渋谷の街ではカミカクシ事件と呼ばれる謎の失踪事件が多発。その原因である異形の悪魔はユラギという亜空間を通じて二人の少女を襲撃。とびおはカミサマンの説明を受け、パソコンを通じて黒猫型の端末・オムニスを操作することで二人を魔法少女に変身させて悪魔を撃退する。
魔法少女に憧れる正義感の強い少女・遊部いろはと、渋々魔法少女に変身することとなった普通の少女・朝永花織。カミカクシ事件の原因が悪魔であることを知った二人は、事件解決のために活動を開始した。

## 登場人物

### 魔法少女

#### 都立有羽高校
遊部いろは
声 - 夏和小
誕生日 -4月8日、身長 - 158cm、血液型 - B型、スリーサイズ - 85/59/88
朝永花織
声 - 柊奈々
誕生日 - 7月8日、身長 - 155cm、血液型 - O型、スリーサイズ - 74/60/86
袖城セイラ
声 - 栖崎あんず
誕生日 - 3月9日、身長 - 167cm、血液型 - A型、スリーサイズ - 80/54/80
百波瀬ここあ
声 - 今谷皆美
誕生日 - 10月19日、身長 - 149cm、血液型 - B型、スリーサイズ - 89/57/86

#### 私立武良穂
東山陽彩
声 - 琉花あか→いねむりすやこ
誕生日 - 1月9日、身長 - 145cm、血液型 - A型、スリーサイズ - 71/53/72
大鳥蒼
声 - 渦井ゆきの
誕生日 - 12月13日、身長 - 174cm、血液型 - A型、スリーサイズ - 85/59/87
大鳥丹
声 - 手塚りょうこ
誕生日 - 12月13日、身長 - 170cm、血液型 - B型、スリーサイズ - 95/62/98
雪船エリザ
声 - 蒼依ハル
誕生日 - 6月17日、身長 - 161cm、血液型 - AB型、スリーサイズ - 83/55/81

#### 私立聖チャールズ学院
槍水りり
声 - 柳ひとみ→村咲和香
誕生日 - 8月7日、身長 - 156cm、血液型 - AB型、スリーサイズ - 92/58/84
環はなび
声 - とこたかとこ→もちきなこ
誕生日 - 9月5日、身長 - 162cm、血液型 - A型、スリーサイズ - 80/56/80
丘田マリアンヌ
声 - 波奈束風景
誕生日 - 5月25日、身長 - 169cm、血液型 - O型、スリーサイズ - 89/58/88
及川依子
声 - 鈴藤ここあ→北風響子
誕生日 - 11月6日、身長 - 152cm、血液型 - O型、スリーサイズ - 78/54/80

#### エレボス七魔王
ルクスリア・ザ・ラスト
声 - 鈴藤ここあ
身長 - 144cm、スリーサイズ - 75/53/77
グラ・ザ・グラトニー
声 - 夏野ぱいん
身長 - 166cm、スリーサイズ - 105/75/95
インウィディア・ザ・エンヴィー
声 - 蒼乃むすび
身長 - 142cm、スリーサイズ - 70/54/75
イーラ・ザ・ラス
声 - 恋羽もこ
身長 - 154cm、スリーサイズ - 84/56/85
アケーディア・ザ・スロース
声 - 東シヅ
身長 - 140cm、スリーサイズ - 88/56/87
アウァリティア・ザ・グリード
声 - 御苑生メイ
身長 - 146cm、スリーサイズ - 70/53/72
スペルビア・ザ・プライド
声 - 和央きりか
身長 - 170cm、スリーサイズ - 90/59/88

### その他
量とびお/オムニス
声 - 佐和真中
沙奈/カミサマン
声 - 民安ともえ
コクリ/ハクリ
声 - 星リルカ

## ゲームシステム
魔法少女が着替えるドレスの収集をし、育成や編成を行うことが主な目的となる。ドレスはそれぞれ異なったスキルを有しており、これをメインドレスに選択することで戦闘時にスキルの使用が可能。これにサブドレスを組み合わせることでステータスが決定される。また、法珠と呼ばれるアイテムをドレスに装着することでステータスのブーストも可能。
魔法少女とのキズナレベルをアップさせたり、ドレスを成長させたりすることで追加ストーリーの閲覧が可能となる。これらストーリーはメインストーリーとは異なる別世界の出来事という立ち位置である。
戦闘はアクティブタイムバトルシステム風の同時ターン制コマンドバトルだが、オートモードを選択することもできる。同時ターン制のため、陣営ごとにターンは存在せず、キャラクターの速度パラメータに依存して行動量のゲージが増加し、
ゲージがMAXになるとターンを獲得できる。
サバトと呼ばれる他ユーザーとの非同期対戦型コンテンツも存在し、これもプレイングや世界観的に重要な位置を占めている。

## 使用楽曲
主題歌
「本当に僕が生きたかったのはこんなんじゃ無ぇ！」（マジカミOP曲）
作詞 - テラシマユウカ/作曲 - 松隈ケンタ/編曲 - SCRAMBLES/歌 - GANG PARADE
「マジ神」（アイ・アム・マジカミOP曲）
作詞 - JxSxK/作曲 - 松隈ケンタ/編曲 - SCRAMBLES/歌 - GO TO THE BEDS
挿入歌
「fxxk your disco」
作詞 - テラシマユウカ/作曲 - 松隈ケンタ/編曲 - SCRAMBLES/歌 - GANG PARADE
「体emotion」
作詞 - ヤママチミキ/作曲 - 松隈ケンタ/編曲 - SCRAMBLES/歌 - GANG PARADE
「Daylight」
作詞 - カミヤサキ/作曲 - 松隈ケンタ/編曲 - SCRAMBLES/歌 - GANG PARADE
「ALONE」/「Ready GO!」
作詞 - ユメノユア/作曲 - 松隈ケンタ/編曲 - SCRAMBLES/歌 - GANG PARADE
「POISON」
作詞 - ココ・パーティン・ココ/作曲 - 松隈ケンタ/編曲 - SCRAMBLES/歌 - GANG PARADE
「SECRET MESSAGE」
作詞 - ヤママチミキ/作曲 - 松隈ケンタ/編曲 - SCRAMBLES/歌　- GO TO THE BEDS
「LUCKY LUCKY MY LIFE 」
作詞 - 松隈ケンタ×ヤママチミキ/作曲 - 松隈ケンタ/編曲 - SCRAMBLES/歌 - GO TO THE BEDS
「WARNING!!!!!!」
作詞 - 松隈ケンタ×ユイ・ガ・ドクソン/作曲 - 松隈ケンタ/編曲 - SCRAMBLES/歌 - GO TO THE BEDS

## ノベライズ
ファミ通文庫からしめさばによるノベライズ作品が刊行されている。
- 著：しめさば、原作・監修：Studio MGCM、表紙イラスト：GSK（Studio MGCM）、本文イラスト：あこと、KADOKAWA〈ファミ通文庫〉
  - 『マジカミ イビルオブテイルコート』 2020年9月30日発売、ISBN 978-4-04-736187-4
  - 『アイ・アム・マジカミ イビルオブフラワーバッド』 2021年8月30日発売、ISBN 978-4-04-736674-9